# 银须草
银须草（学名：Aira caryophyllea）为禾本科银须草属下的一个种。

## 扩展阅读
- 維基物種上的相關：银须草